# Paul Citroen
Roelof Paul Citroen  (15 de diciembre de 1896 - 13 de marzo de 1983) fue un artista holandés nacido en Alemania, profesor de arte y cofundador de la Nueva Academia de Arte de Ámsterdam. Entre sus obras más conocidas se encuentran el collage Metropolis y los sellos postales holandeses de 1949.

## Biografía

### Primeros años
Paul Citroen nació y creció en una familia de clase media en Berlín. Sus padres eran judíos holandeses. Su padre era dueño de una tienda de pieles. A una edad temprana, Citroen comenzó a dibujar, lo que provocó un fuerte apoyo de sus padres. Experimentó pronto con la fotografía de la mano de Erwin Blumenfeld y estudió arte en Berlín.
En 1919 Citroen empezó a estudiar en la Escuela de la Bauhaus, donde comenzó a tomar clases de Paul Klee y Wassily Kandinski (integrantes del Der Blaue Reiter) y Johannes Itten, que se convirtió en una de sus mayores influencias. Por entonces inició su obra Metropolis (1923), que se convirtió en su pieza más conocida. Metropolis de Citroen influyó en Fritz Lang a la hora de realizar su clásica película Metrópolis. Entre 1929 y 1935, Citroen hizo muchas fotografías, claramente influenciado por su trabajo con Blumenfeld.

### Vida posterior
Puso en marcha pronto la Nieuwe Kunstschool (Nueva Escuela de Arte) con Charles Roelofsz. Se quedó sin dinero y cerró en 1937. Ese año, Citroën se convirtió en académico de la Academia Real de Arte de La Haya. Cuando Citroen fue advertido que iba a ser arrestado el 28 de agosto de 1942, él huyó hacia Maria Helena Friedlaender (nee Bruhn), una mujer alemana, mujer de Henri Friedlaender. Le escondió durante varios meses junto con otros fugitivos en el ático de su casa en Wassenaar en el sur de Holanda. Entre sus muchos estudiantes estuvieron Kees Bol, Madeleine Gans, Henk Hartog y Jos Zeegers. Diseñó sus monumentales sellos postales en 1949. En 1960 dejó la enseñanza y comenzó a pintar retratos como su interés principal. Pintó retratos de famosos holandeses, entre ellos un conocido retrato de Liesbeth List en 1979.
Paul Citroen falleció en Wassenaar en 1983.

## Literatura
- Palet-een boek gewijd aan de hedendaagse Nederlandsche schilderkunst (1931, de Spieghel, Amsterdam)
- Jacob Bendien 1890-1933 (1940, W.L. & J. Brusse, Rotterdam, herinneringsboek, samenstelling Paul Citroen)
- Licht in 'n groene schaduw (1941, L.J.C. Boucher, Den Haag)
- Richard (1942, Den Haag)
- Ontaarde kunst (1945, De Driehoek, 's Graveland)
- Sketchbook for friends - (1947)
- De tekenaar Henk Hartog 1915-1942 (1947, H.P. Leopold, Den Haag)
- Kunsttestament (1952, L.J.C. Boucher, Den Haag, Duitstalig)
- Gezien door (1956, L.J.C. Boucher, Den Haag)
- Gezien door... (1956, L.J.C. Boucher, Den Haag)
- Introvertissimento (1956, L.J.C. Boucher, Den Haag)
- Paul Citroen (1956, artikel in Kroniek van Kunst en Kultuur 16)
- Over het portretteren (1956, artikel in Parnas, Tijdschrift over de vormgeving 1)
- Het tekenwerk van Paul Citroen (1957, catalogus Gemeentemuseum Arnhem)
- Kleine Zeichenlehre (1957)
- Wie ich Thomas Mann zeichnete (1957, artikel in Bulletin Museum Boymans 8)
- Tekeningen van Paul Citroen (1958, Stedelijk Van Abbemuseum, Eindhoven)
- Collectie Paul Citroen (1959, Gemeentemuseum Arnhem, Museum Boijmans Van Beuningen)
- Een tekenles. De nieuwe tekenleer, lijn, toon, materiaal, de stip (1960, Róterdam, Brusse)
- Appel of citroen (1963, Wending)
- Notities van een schilder (1966, L.J.C. Boucher, Den Haag)
- Portretten van letterkundigen (1966, Dordrechts Museum)
- Kunsttestament (1967, Drukkerij Trio, Den Haag, vertaling van Kunsttestament, 1952)
- De portrettist Paul Citroen als verzamelaar (1968, Stedelijk Museum de Lakenhal, Leiden)
- Wir Maler heute un die Kunsttradition - (1968, privédruk, Ascona)
- Paul Citroen/Sierk Schröder (1971, tentoonstellingscat. De Zonnewijzer, Philips Ontspanningscentrum Eindhoven, met Sierk Schröder))
- A'dams (A'dam's) en Eva's (1971, Galerie Hooft, portfolio met litho's)
- Paul Citroen en het Bauhaus: herinneringen in woord en beeld (1974, Bruna, Utrecht, met Kurt Löb)
- Portretten - (1974, uitgever Semper Agendo, Apeldoorn/Antwerpen, tweede druk in 1975)
- Retrospektive Fotografie - (1978, Bielefeld/Düsseldorf)
- Bij benadering (1979, De Pelikaan)
- Landschappen (1979, Terra, Zutphen)
- Paul Citroen fotograaf. Foto's uit de jaren '29-'35 (1979, Haags Gemeentemuseum Prentenkabinet)
- Paul Citroen, schilder-tekenaar (1981, Van Holkema & Warendorf, Bussum, met Klaas Peereboom)
- Palet-een boek gewijd aan de hedendaagsche Nederlandsche schilderkunst (1981, Reflex, Utrecht, facsimile van boek 1931)
- Paul Citroen & Erwin Blumenfeld (1993, Photographer's Gallery, London, met E. Blumenfeld, door Gerard Forde)
- Paul Citroen. Kunstenaar, docent, verzamelaar (Waanders/Hsf, Zwolle, Heino, Wijhe, door H. van Rheeden e.a.)
- Paul Citroen 1896-1983 (1996, Focus, Amsterdam)
- Paul Citroen en de fotografie. Het begin; Berlijn (1996, Focus, Amsterdam, door Herbert Molderings)
- Paul Citroen, tussen modernisme en portret (2009, Waanders Uitgevers, Zwolle, door Ralph Keuning)